# Gran Premio motociclistico del Brasile 2000
Il Gran Premio motociclistico di Rio 2000 corso il 7 ottobre, è stato il quattordicesimo Gran Premio della stagione 2000 e ha visto vincere la Honda di Valentino Rossi nella classe 500, Daijirō Katō nella classe 250 e Simone Sanna nella classe 125.
In questo GP si assegna matematicamente il primo titolo mondiale dell'anno, ad aggiudicarselo è lo statunitense Kenny Roberts Jr su Suzuki, che riesce nell'impresa che era già riuscita a suo padre Kenny Roberts, iridato tre volte dal 1978 al 1980, sempre nella stessa classe.

## Classe 500

### Arrivati al traguardo
| Pos | Nº | Pilota                   | Squadra                    | Motocicletta | Giri | Tempo     | Griglia | Punti |
| --- | -- | ------------------------ | -------------------------- | ------------ | ---- | --------- | ------- | ----- |
| 1   | 46 | Valentino Rossi          | Nastro Azzurro Honda       | Honda        | 24   | 45:22.624 | 4       | 25    |
| 2   | 10 | Alex Barros              | Emerson Honda Pons         | Honda        | 24   | +0.970    | 2       | 20    |
| 3   | 24 | Garry McCoy              | Red Bull Yamaha WCM        | Yamaha       | 24   | +3.446    | 13      | 16    |
| 4   | 6  | Norick Abe               | Antena 3 Yamaha-d'Antin    | Yamaha       | 24   | +3.568    | 6       | 13    |
| 5   | 4  | Max Biaggi               | Marlboro Yamaha            | Yamaha       | 24   | +3.709    | 1       | 11    |
| 6   | 2  | Kenny Roberts Jr         | Telefonica Movistar Suzuki | Suzuki       | 24   | +7.778    | 7       | 10    |
| 7   | 5  | Sete Gibernau            | Repsol YPF Honda           | Honda        | 24   | +8.260    | 11      | 9     |
| 8   | 55 | Régis Laconi             | Red Bull Yamaha WCM        | Yamaha       | 24   | +8.518    | 9       | 8     |
| 9   | 8  | Tadayuki Okada           | Repsol YPF Honda           | Honda        | 24   | +17.506   | 8       | 7     |
| 10  | 17 | Jurgen van den Goorbergh | Rizla Honda                | TSR-Honda    | 24   | +23.254   | 10      | 6     |
| 11  | 1  | Àlex Crivillé            | Repsol YPF Honda           | Honda        | 24   | +28.802   | 12      | 5     |
| 12  | 9  | Nobuatsu Aoki            | Telefonica Movistar Suzuki | Suzuki       | 24   | +34.134   | 15      | 4     |
| 13  | 31 | Tetsuya Harada           | Blu Aprilia                | Aprilia      | 24   | +54.359   | 16      | 3     |
| 14  | 68 | Mark Willis              | Proton TEAM KR             | Modenas KR3  | 24   | +1:03.182 | 17      | 2     |
| 15  | 7  | Carlos Checa             | Marlboro Yamaha            | Yamaha       | 24   | +1:03.506 | 3       | 1     |
| 16  | 25 | José Luis Cardoso        | Maxon Dee Cee Jeans        | Honda        | 24   | +1:21.941 | 18      |       |
| 17  | 33 | David Tomás              | Sabre Sport                | Honda        | 23   | +1 giro   | 19      |       |
| 18  | 15 | Yoshiteru Konishi        | FCC TSR                    | TSR-Honda    | 23   | +1 giro   | 20      |       |

### Ritirati
| Nº | Pilota            | Squadra            | Motocicletta | Giri | Griglia |
| -- | ----------------- | ------------------ | ------------ | ---- | ------- |
| 65 | Loris Capirossi   | Emerson Honda Pons | Honda        | 2    | 5       |
| 99 | Jeremy McWilliams | Blu Aprilia        | Aprilia      | 2    | 14      |

### Non qualificato
| Nº | Pilota              | Moto  |
| -- | ------------------- | ----- |
| 18 | Sébastien Le Grelle | Honda |

## Classe 250

### Arrivati al traguardo
| Pos | Nº | Pilota             | Squadra                    | Motocicletta | Giri | Tempo     | Griglia | Punti |
| --- | -- | ------------------ | -------------------------- | ------------ | ---- | --------- | ------- | ----- |
| 1   | 74 | Daijirō Katō       | Axo Honda Gresini          | Honda        | 22   | 42:14.822 | 3       | 25    |
| 2   | 4  | Tōru Ukawa         | Shell Advance Honda        | Honda        | 22   | +0.064    | 6       | 20    |
| 3   | 35 | Marco Melandri     | Blu Aprilia                | Aprilia      | 22   | +0.190    | 1       | 16    |
| 4   | 56 | Shin'ya Nakano     | Chesterfield Yamaha Tech 3 | Yamaha       | 22   | +13.788   | 5       | 13    |
| 5   | 14 | Anthony West       | Shell Advance Honda        | Honda        | 22   | +19.087   | 13      | 11    |
| 6   | 6  | Ralf Waldmann      | Aprilia Germany            | Aprilia      | 22   | +19.236   | 7       | 10    |
| 7   | 21 | Franco Battaini    | Eurobet team Battaini      | Aprilia      | 22   | +24.786   | 4       | 9     |
| 8   | 9  | Sebastián Porto    | Edo Racing                 | Yamaha       | 22   | +31.874   | 12      | 8     |
| 9   | 24 | Jason Vincent      | Padgetts M/C Sales         | Aprilia      | 22   | +41.546   | 10      | 7     |
| 10  | 37 | Luca Boscoscuro    | Diesel Vasco Rossi Racing  | Aprilia      | 22   | +45.904   | 9       | 6     |
| 11  | 10 | Fonsi Nieto        | Antena 3 Yamaha-d'Antin    | Yamaha       | 22   | +55.630   | 15      | 5     |
| 12  | 8  | Naoki Matsudo      | Petronas Sprinta Team TVK  | Yamaha       | 22   | +55.670   | 17      | 4     |
| 13  | 11 | Ivan Clementi      | Campetella Racing          | Aprilia      | 22   | +55.980   | 19      | 3     |
| 14  | 22 | Sébastien Gimbert  | Tino Villa Racing          | TSR-Honda    | 22   | +56.327   | 21      | 2     |
| 15  | 23 | Julien Allemand    | Yamaha Kurz Aral           | Yamaha       | 22   | +56.491   | 25      | 1     |
| 16  | 25 | Vincent Philippe   | Axo Honda Gresini          | TSR-Honda    | 22   | +56.713   | 22      |       |
| 17  | 26 | Klaus Nöhles       | Aprilia Germany            | Aprilia      | 22   | +1:08.066 | 14      |       |
| 18  | 15 | Adrian Coates      | QUB Team Optimum           | Aprilia      | 22   | +1:12.784 | 28      |       |
| 19  | 41 | Jarno Janssen      | Rizla Honda                | TSR-Honda    | 22   | +1:23.491 | 24      |       |
| 20  | 31 | Lucas Oliver Bultó | Antena 3 Yamaha-d'Antin    | Yamaha       | 22   | +1:39.172 | 25      |       |
| 21  | 20 | Jerónimo Vidal     | PR2 - Circuito de Almería  | Aprilia      | 22   | +1:41.493 | 18      |       |

### Ritirati
| Nº | Pilota                 | Squadra                    | Motocicletta | Giri | Griglia |
| -- | ---------------------- | -------------------------- | ------------ | ---- | ------- |
| 19 | Olivier Jacque         | Chesterfield Yamaha Tech 3 | Yamaha       | 16   | 2       |
| 18 | Shahrol Yuzy           | Petronas Sprinta Team TVK  | Yamaha       | 11   | 20      |
| 42 | David Checa            | Team Fomma                 | TSR-Honda    | 7    | 11      |
| 68 | Cristiano Irias-Vieira | BRT-Honda Brazil           | Honda        | 5    | 30      |
| 77 | Jamie Robinson         | QUB Team Optimum           | Aprilia      | 4    | 23      |
| 67 | Cesar Barros           | Vaz Racing                 | Honda        | 1    | 29      |
| 16 | Johan Stigefelt        | Dee Cee Jeans Racing       | TSR-Honda    | 0    | 27      |
| 30 | Alex Debón             | CC Valencia Airtel Aspar   | Aprilia      | 0    | 8       |

### Non partito
| Nº | Pilota       | Moto    | Griglia |
| -- | ------------ | ------- | ------- |
| 66 | Alex Hofmann | Aprilia | 16      |

## Classe 125

### Arrivati al traguardo
| Pos | Nº | Pilota             | Squadra                     | Motocicletta | Giri | Tempo     | Griglia | Punti |
| --- | -- | ------------------ | --------------------------- | ------------ | ---- | --------- | ------- | ----- |
| 1   | 16 | Simone Sanna       | Diesel Vasco Rossi Racing   | Aprilia      | 21   | 42:14.265 | 3       | 25    |
| 2   | 3  | Masao Azuma        | Benetton Playlife           | Honda        | 21   | +0.034    | 9       | 20    |
| 3   | 41 | Yōichi Ui          | Derbi Racing                | Derbi        | 21   | +5.680    | 2       | 16    |
| 4   | 8  | Gianluigi Scalvini | Bossini Fontana Racing      | Aprilia      | 21   | +14.597   | 6       | 13    |
| 5   | 9  | Lucio Cecchinello  | Givi Honda LCR              | Honda        | 21   | +14.890   | 14      | 11    |
| 6   | 5  | Noboru Ueda        | Givi Honda LCR              | Honda        | 21   | +15.056   | 10      | 10    |
| 7   | 23 | Gino Borsoi        | LAE - UGT 3000              | Aprilia      | 21   | +16.677   | 7       | 9     |
| 8   | 1  | Emilio Alzamora    | Telefonica Movistar Team    | Honda        | 21   | +17.033   | 15      | 8     |
| 9   | 12 | Randy de Puniet    | Scrab Competition           | Aprilia      | 21   | +17.566   | 11      | 7     |
| 10  | 22 | Pablo Nieto        | Derbi Racing                | Derbi        | 21   | +18.043   | 13      | 6     |
| 11  | 15 | Alex De Angelis    | Chupa Chups Matteoni Racing | Honda        | 21   | +20.526   | 8       | 5     |
| 12  | 26 | Ivan Goi           | Team Fomma                  | Honda        | 21   | +20.695   | 20      | 4     |
| 13  | 17 | Steve Jenkner      | Pev Massivhaus ADAC Sac     | Honda        | 21   | +26.309   | 16      | 3     |
| 14  | 18 | Toni Elías         | Chupa Chups Matteoni Racing | Honda        | 21   | +50.820   | 22      | 2     |
| 15  | 34 | Eric Bataille      | Antinucci Racing            | Honda        | 21   | +1:04.998 | 21      | 1     |
| 16  | 51 | Marco Petrini      | Semprucci Biesse Aprilia    | Aprilia      | 21   | +1:05.290 | 17      |       |
| 17  | 11 | Max Sabbatani      | Racing Service              | Honda        | 21   | +1:05.753 | 18      |       |
| 18  | 35 | Reinhard Stolz     | R.S. ADAC - Esch Racing     | Honda        | 21   | +1:27.528 | 24      |       |

### Ritirati
| Nº | Pilota            | Squadra                   | Motocicletta | Giri | Griglia |
| -- | ----------------- | ------------------------- | ------------ | ---- | ------- |
| 32 | Mirko Giansanti   | Benetton Playlife         | Honda        | 20   | 4       |
| 21 | Arnaud Vincent    | CC Valencia Airtel Aspar  | Aprilia      | 16   | 12      |
| 24 | Leon Haslam       | Italjet Racing            | Italjet      | 15   | 23      |
| 39 | Jaroslav Huleš    | Italjet Racing            | Italjet      | 11   | 19      |
| 4  | Roberto Locatelli | Diesel Vasco Rossi Racing | Aprilia      | 7    | 1       |
| 54 | Manuel Poggiali   | Derbi Racing              | Derbi        | 6    | 5       |

### Non partiti
| Nº | Pilota             | Moto    | Griglia |
| -- | ------------------ | ------- | ------- |
| 29 | Ángel Nieto Jr     | Honda   | 25      |
| 53 | William De Angelis | Aprilia | 26      |

### Non qualificati
| Nº | Pilota           | Moto  |
| -- | ---------------- | ----- |
| 90 | Leandro Panades  | Honda |
| 89 | Renato Ramos     | Honda |
| 52 | Gian Calabrezzi  | Honda |
| 87 | Wesley Gutierrez | Honda |